# Erovnuli Liga 2023
La Erovnuli Liga 2023 o Crystalbet Erovnuli Liga 2023 fue la edición número 35 de la Erovnuli Liga, la primera división del fútbol de Georgia. La temporada comenzó el 25 de febrero y finalizó el 3 de diciembre de 2023.
La temporada finalizó con la conquista del Dinamo de Batumi de su segundo título de liga de su historia.

## Sistema de competición
Los diez equipos participantes jugaron entre sí todos contra todos cuatro veces totalizando 36 partidos cada uno, al término de la fecha 36 el primer clasificado se coronó campeón y obtuvo un cupo para la primera ronda de la Liga de Campeones de la UEFA 2024-25, mientras que el segundo y tercer clasificado obtuvieron un cupo para la primera ronda de la Liga Europa Conferencia de la UEFA 2024-25; por otro lado el último clasificado descendió a la Erovnuli Liga 2 2024, el penúltimo y antepenúltimo jugaron los play-offs de relegación ante dos equipos de la Erovnuli Liga 2 2023.
Un tercer cupo para la primera ronda de la Liga Europa Conferencia de la UEFA 2024-25 fue asignado al campeón de la Copa de Georgia.

## Ascensos y descensos
| Pos.  | Descendidos de la Erovnuli Liga 2022 |
| ----- | ------------------------------------ |
| Prom. | FC Sioni Bolnisi                     |
| 10.º  | FC Locomotive Tbilisi                |

| Pos.  | Ascendidos de la Erovnuli Liga 2 2022. |
| ----- | -------------------------------------- |
| 1.º   | FC Shukura Kobuleti                    |
| Prom. | FC Samtredia                           |

## Equipos participantes
| Club                    | Ciudad    | Estadio                            | Capacidad |
| ----------------------- | --------- | ---------------------------------- | --------- |
| FC Dila Gori            | Gori      | Estadio Tengiz Burjanadze          | 5,000     |
| FC Dinamo Batumi        | Batumi    | Estadio de Batumi                  | 20,000    |
| FC Dinamo Tbilisi       | Tbilisi   | Estadio Boris Paichadze            | 54,549    |
| FC Gagra                | Tbilisi   | Estadio David Petriashvili         | 2,130     |
| FC Saburtalo Tbilisi    | Tbilisi   | Estadio Mikheil Meskhi             | 27 223    |
| FC Samgurali Tskhaltubo | Tsqaltubo | Estadio 26 de Mayo                 | 12,000    |
| FC Samtredia            | Samtredia | Erosi Manjgaladze Stadium          | 3,000     |
| FC Shukura Kobuleti     | Kobuleti  | Estadio David Abashidze, Zestaponi | 4,558     |
| FC Telavi               | Telavi    | Estadio Givi Chokheli              | 12,000    |
| FC Torpedo Kutaisi      | Kutaisi   | Estadio Ramaz Shengelia            | 19,400    |

## Tabla de posiciones
| Pos. | Equipo                  | Pts. | PJ | G  | E  | P  | GF | GC  | Dif. | Clasificación o descenso                    |
| ---- | ----------------------- | ---- | -- | -- | -- | -- | -- | --- | ---- | ------------------------------------------- |
| 1    | FC Dinamo Batumi (C)    | 74   | 36 | 21 | 11 | 4  | 83 | 41  | +42  | Primera ronda de la Liga de Campeones       |
| 2    | FC Dinamo Tbilisi       | 71   | 36 | 21 | 8  | 7  | 93 | 49  | +44  | Primera ronda de la Liga Europa Conferencia |
| 3    | FC Torpedo Kutaisi      | 60   | 36 | 16 | 12 | 8  | 55 | 37  | +18  | Primera ronda de la Liga Europa Conferencia |
| 4    | FC Dila Gori            | 60   | 36 | 17 | 9  | 10 | 56 | 39  | +17  |                                             |
| 5    | FC Samgurali Tsqaltubo  | 57   | 36 | 16 | 9  | 11 | 53 | 51  | +2   |                                             |
| 6    | FC Saburtalo Tbilisi    | 51   | 36 | 14 | 9  | 13 | 58 | 49  | +9   | Segunda ronda de la Liga Europa Conferencia |
| 7    | FC Gagra                | 38   | 36 | 10 | 8  | 18 | 47 | 65  | −18  |                                             |
| 8    | FC Telavi               | 37   | 36 | 10 | 7  | 19 | 34 | 62  | −28  | Promoción por la permanencia                |
| 9    | FC Samtredia            | 33   | 36 | 9  | 6  | 21 | 50 | 62  | −12  | Promoción por la permanencia                |
| 10   | FC Shukura Kobuleti (D) | 11   | 36 | 4  | 5  | 27 | 38 | 112 | −74  | Desciende a Erovnuli Liga 2                 |

 Fuente: Erovnuli Liga, Soccerway
Criterios de clasificación: 1) Puntos; 2) Puntos entre ambos; 3) diferencia de goles entre ambos; 4) goles marcados cara a cara; 5) goles marcados en enfrentamientos directos fuera de casa (sólo si son dos equipos); 6) diferencia de goles; 7) Goles marcados
Notas:
1. ↑  Saburtalo Tbilisi se clasificó para la segunda ronda de clasificación de la Conference League al ganar la Copa de Georgia 2023.
2. ↑  A Shukura Kobuleti se le restaron 6 puntos por violar las reglas financieras de la liga.

## Resultados
Los clubes jugaron entre sí en cuatro ocasiones para un total de 36 partidos cada uno.

### Jornada 1–18
| Local \ Visitante | DIL | DBT | DTB | GAG | SAB | SMG | SAM | SHU | TEL | TKU |
| ----------------- | --- | --- | --- | --- | --- | --- | --- | --- | --- | --- |
| Dila Gori         | —   | 1–1 | 1–2 | 1–0 | 1–1 | 0–3 | 1–0 | 2–0 | 6–1 | 5–0 |
| Dinamo Batumi     | 0–2 | —   | 2–2 | 3–1 | 3–1 | 2–0 | 3–2 | 2–1 | 2–0 | 1–1 |
| Dinamo Tbilisi    | 1–2 | 1–2 | —   | 0–0 | 1–3 | 2–0 | 4–0 | 4–4 | 6–1 | 2–1 |
| Gagra             | 0–0 | 1–4 | 3–5 | —   | 1–2 | 3–4 | 0–1 | 2–0 | 1–1 | 0–0 |
| Saburtalo Tbilisi | 0–0 | 3–3 | 2–1 | 3–0 | —   | 5–1 | 2–0 | 2–1 | 3–0 | 0–0 |
| Samgurali         | 2–2 | 1–1 | 2–1 | 1–0 | 2–1 | —   | 2–1 | 4–1 | 1–0 | 0–0 |
| FC Samtredia      | 1–2 | 1–2 | 0–2 | 1–2 | 3–3 | 0–2 | —   | 0–2 | 1–0 | 0–2 |
| Shukura Kobuleti  | 2–3 | 1–3 | 1–2 | 3–4 | 2–3 | 2–1 | 2–2 | —   | 1–2 | 0–2 |
| Telavi            | 2–2 | 1–4 | 2–2 | 0–0 | 0–3 | 0–1 | 0–1 | 0–0 | —   | 1–0 |
| Torpedo Kutaisi   | 0–0 | 0–0 | 2–3 | 3–1 | 0–3 | 1–3 | 1–0 | 1–2 | 2–1 | —   |

### Jornada 19–36
| Local \ Visitante | DIL | DBT | DTB | GAG | SAB | SMG | SAM | SHU | TEL | TKU |
| ----------------- | --- | --- | --- | --- | --- | --- | --- | --- | --- | --- |
| Dila Gori         | —   | 1–3 | 0–3 | 1–0 | 3–0 | 2–0 | 1–3 | 5–1 | 3–1 | 0–1 |
| Dinamo Batumi     | 1–1 | —   | 2–2 | 3–0 | 2–1 | 4–1 | 1–1 | 5–0 | 3–0 | 2–2 |
| Dinamo Tbilisi    | 3–1 | 6–2 | —   | 0–1 | 1–0 | 5–2 | 3–0 | 4–2 | 4–0 | 1–1 |
| Gagra             | 0–0 | 0–2 | 1–6 | —   | 2–1 | 0–0 | 4–3 | 1–0 | 4–1 | 1–2 |
| Saburtalo Tbilisi | 1–2 | 0–0 | 0–3 | 5–0 | —   | 2–2 | 0–0 | 5–1 | 0–1 | 1–3 |
| Samgurali         | 1–0 | 3–2 | 0–2 | 2–2 | 1–0 | —   | 0–3 | 5–0 | 0–1 | 0–0 |
| FC Samtredia      | 1–2 | 1–3 | 3–2 | 3–1 | 0–0 | 2–3 | —   | 4–2 | 0–2 | 2–3 |
| Shukura Kobuleti  | 1–2 | 0–6 | 2–3 | 9–0 | 1–2 | 2–2 | 0–9 | —   | 0–2 | 0–0 |
| Telavi            | 2–1 | 2–1 | 2–2 | 0–1 | 3–0 | 2–1 | 1–1 | 0–1 | —   | 1–2 |
| Torpedo Kutaisi   | 1–0 | 0–3 | 2–2 | 4–1 | 5–0 | 0–0 | 2–0 | 9–0 | 2–1 | —   |

## Play-offs por la permanencia
| Equipo 1          | Agr. | Equipo 2           | Ida | Vuelta |
| ----------------- | ---- | ------------------ | --- | ------ |
| FC Samtredia      | –    | FC Gareji Sagarejo | 4–1 | –      |
| FC Spaeri Tbilisi | –    | FC Telavi          | 1–1 | –      |

## Goleadores
- Actualizado 2 de diciembre de 2023.
| Rank | Jugador                | Club                 | Goles |
| ---- | ---------------------- | -------------------- | ----- |
| 1    | Flamarion              | FC Dinamo Batumi     | 17    |
| 1    | Zurab Museliani        | FC Gagra             | 17    |
| 1    | Zoran Marušić          | FC Dinamo Tbilisi    | 17    |
| 2    | Ousmane Camara         | FC Dinamo Tbilisi    | 14    |
| 2    | Giorgi Arabidze        | FC Torpedo Kutaisi   | 14    |
| 3    | Imran Oulad Omar       | FC Dinamo Tbilisi    | 13    |
| 4    | Paata Gudushauri       | FC Dinamo Batumi     | 12    |
| 4    | Vladimer Mamuchashvili | FC Dinamo Batumi     | 12    |
| 4    | Cheykne Sylla          | FC Saburtalo Tbilisi | 12    |
| 4    | Davit Skhirtladze      | FC Dinamo Tbilisi    | 12    |